# 庫納希夫卡
51°2′37″N 32°0′49″E / 51.04361°N 32.01361°E
庫納希夫卡（烏克蘭語：Кунашівка），是烏克蘭北部的村莊，隸屬切爾尼希夫州的尼任區。該村始建於1629年，面積1.55平方公里，海拔高度125米，2001年人口563，人口密度每平方公里363.2人。